# Wernicke-Kleist-Leonhard
Die Wernicke-Kleist-Leonhard-Richtung oder -Schule ist eine Klassifikationsrichtung in der Psychiatrie, innerhalb derer von jeher ein recht neurobiologisches Verständnis die nosologische und psychopathologische Sichtweise prägte. Sie ist in Deutschland wohl die differenzierteste deskriptive Psychopathologierichtung.

## Wichtige Vertreter
- Carl Wernicke (1848–1905): Ordinarius für Psychiatrie und Neurologie in Breslau
- Karl Kleist (1879–1960): Schüler von Carl Wernicke; von 1920 bis 1950 Ordinarius für Neurologie und Psychiatrie an der Universitätsklinik Frankfurt/Main
- Karl Leonhard (1904–1988), Schüler von Kleist, langjähriger Ordinarius an der Psychiatrischen und Nervenklinik der Charité Berlin